# Leucania dia
Leucania dia là một loài bướm đêm trong họ Noctuidae.